# 컴포지트 비디오
컴포지트 비디오(Composite Video)는 CVBS(컴포지트 비디오 베이스밴드 신호, composite video baseband signal 또는 컬러, 비디오, 블랭킹 및 싱크, color, video, blanking and sync)라고도 불리며, 밝기(휘도), 색상(색차) 및 동기화와 같은 이미지 정보를 단일 채널을 통해 전송되는 단일 신호로 결합하는 아날로그 비디오 형식이다. 이는 주로 디지털 표준 텔레비전에 사용되며, 때로는 SD 비디오라고도 불린다.
이 신호는 일반적으로 노란색 RCA 단자로 전달되며, 좌우 오디오 채널에는 별도의 단자가 사용된다. 전문가용 장비에서는 BNC 단자가 대신 사용되는 경우가 많다. 디지털 카메라와 같은 소형 소비자 기기에서는 다른 단자 유형이 나타날 수 있다.
컴포지트 비디오는 405라인, 525라인, 625라인 인터레이스 형식 등 여러 라인 해상도를 지원한다. 아날로그 색상 인코딩 표준에 기반한 세 가지 주요 지역 변형, 즉 NTSC, PAL, SÉCAM으로 존재한다. 같은 형식으로 흑백 비디오도 전송할 수 있다.

## 신호 구성 요소

컴포지트 비디오 신호 그래픽

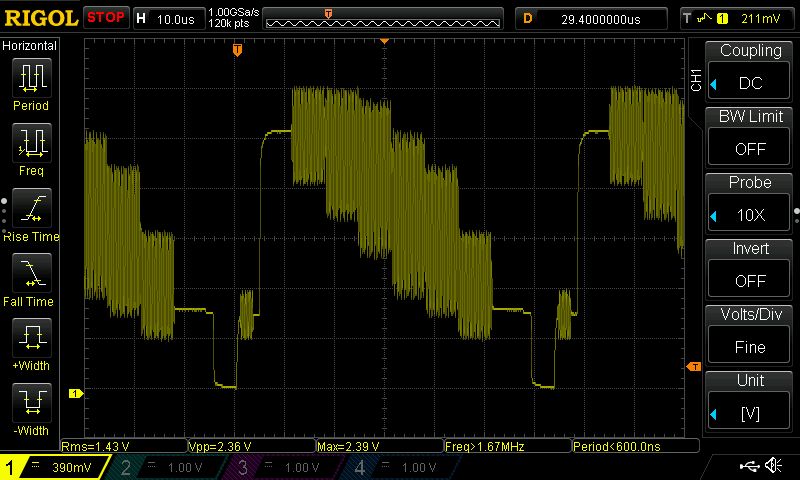
NTSC 컴포지트 비디오 신호(아날로그)가 DSO에 표시됨.

컴포지트 비디오 신호는 하나의 와이어에 색상 그림을 재현하는 데 필요한 비디오 정보와 라인 및 프레임 동기화 펄스를 결합한다. 컬러 비디오 신호는 그림의 휘도(Y)와 색상 및 채도의 조합인 색상 정보를 전달하는 색차 부반송파(C)의 선형 조합이다. 결합 과정의 세부 사항은 NTSC, PAL, SECAM 시스템마다 다르다.
변조된 색상 신호의 주파수 스펙트럼은 베이스밴드 신호의 스펙트럼과 겹치며, 분리는 베이스밴드 신호의 주파수 구성 요소가 수평 스캐닝 속도의 고조파에 가까운 경향이 있고, 색상 반송파는 수평 스캐닝 속도의 절반의 홀수 배수가 되도록 선택된다는 사실에 의존한다. 이는 주파수 영역에서 루마 신호의 주파수 대역 내에 인접하여 모두 존재하지 않고, 베이스밴드 루마 신호의 고조파 사이에 떨어지는 고조파 주파수로 주로 구성된 변조된 색상 신호를 생성한다. 신호는 콤 필터를 사용하여 분리할 수 있다. 다시 말해, 루마와 색차의 조합은 실제로 주파수 분할 기술이지만, AM 및 FM 대역에서 아날로그 라디오 방송국을 다중화하는 데 사용되는 것과 같은 일반적인 주파수 분할 다중화 시스템보다 훨씬 복잡하다.
컬러 부반송파에서 파생된 게이트 및 필터링된 신호인 버스트 또는 컬러버스트는 색차 신호의 동기화 신호 및 진폭 참조로 각 라인의 수평 귀선 소거 구간(수직 귀선 소거 기간의 라인은 제외)에 추가된다. NTSC 컴포지트 비디오에서 3.58 MHz 버스트 신호는 참조 부반송파와 위상이 반전된다(180° 위상차). PAL에서는 4.43 MHz 컬러 부반송파의 위상이 연속적인 라인에서 번갈아 나타난다. SECAM에서는 위상 정보가 중요하지 않으므로 컬러버스트가 사용되지 않는다.

### 컴포지트 아티팩트

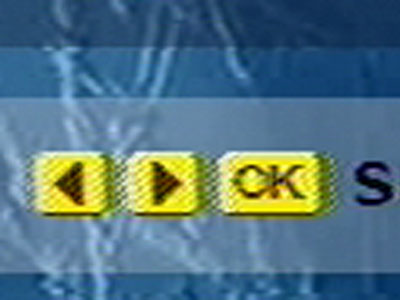
닷 크롤을 보이는 비디오 소스의 확대된 세부 정보. 노란색과 파란색 영역 사이의 수직 가장자리에 특징적인 바둑판 무늬를 주목하라.

구성 신호를 결합하여 컴포지트 신호를 형성하면 닷 크롤로 알려진 바둑판 비디오 아티팩트가 발생한다. 닷 크롤은 신호의 색차 및 휘도 구성 요소 간의 상호 변조로 인한 혼선으로 인해 발생하는 결함이다. 이는 일반적으로 색차가 높은 대역폭으로 전송되고 스펙트럼이 휘도 주파수 대역으로 확장될 때 나타난다. 콤 필터는 신호를 분리하고 컴포지트 소스에서 이러한 아티팩트를 제거하는 데 일반적으로 사용된다. S 비디오와 컴포넌트 비디오는 구성 신호를 물리적으로 분리하여 이 문제를 피한다.

### 녹화
대부분의 가정용 아날로그 비디오 장비는 (대략적으로) 컴포지트 형식으로 신호를 녹화한다. 예를 들어, 레이저디스크와 타입 C 비디오테이프는 진정한 변조된 컴포지트 신호를 저장하는 반면, 소비자 비디오테이프 형식(VHS 및 베타맥스 포함)과 상업 및 산업용 테이프 형식(U-matic 포함)은 변형된 컴포지트 신호를 FM 부호화한다(일반적으로 컬러 언더라고 함). 전문가용 D-2 비디오카세트 형식은 샘플링된 아날로그 신호 컴포지트 비디오 신호를 자기 테이프에 디지털로 저장한다. 저렴한 고속 아날로그-디지털 변환회로의 등장으로 1980년대부터 실시간 컴포지트 대 YUV 샘플링 디지털 샘플링이 가능해졌고, 2010년대부터는 원시 파형 샘플링 및 소프트웨어 디코딩이 가능해졌다.

### 확장
컴포지트 비디오를 사용하여 가시적인 TV 이미지에 대한 여러 소위 확장을 전송할 수 있다. TV 화면이 컴포지트 비디오 신호의 수직 귀선 기간을 숨기기 때문에, 이들은 신호의 보이지 않는 부분을 활용한다. 확장 예시로는 문자 다중 방송, 클로즈드 캡션, 쇼 제목에 대한 정보, TV 세트가 NTSC 색조 조정을 자동으로 수정할 수 있도록 하는 일련의 참조 색상, 4:3 및 16:9 디스플레이 형식 간 전환을 위한 와이드스크린 신호(WSS) 등이 있다.

## 단자와 케이블

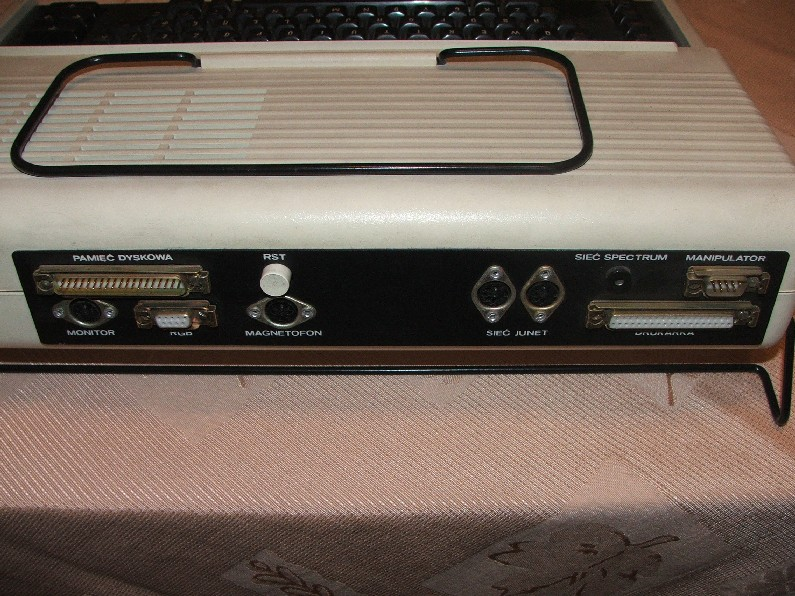
폴란드 엘브로 800 주니어 컴퓨터의 후면. DIN 출력은 외부 모니터로 컴포지트 비디오 신호를 보낸다.

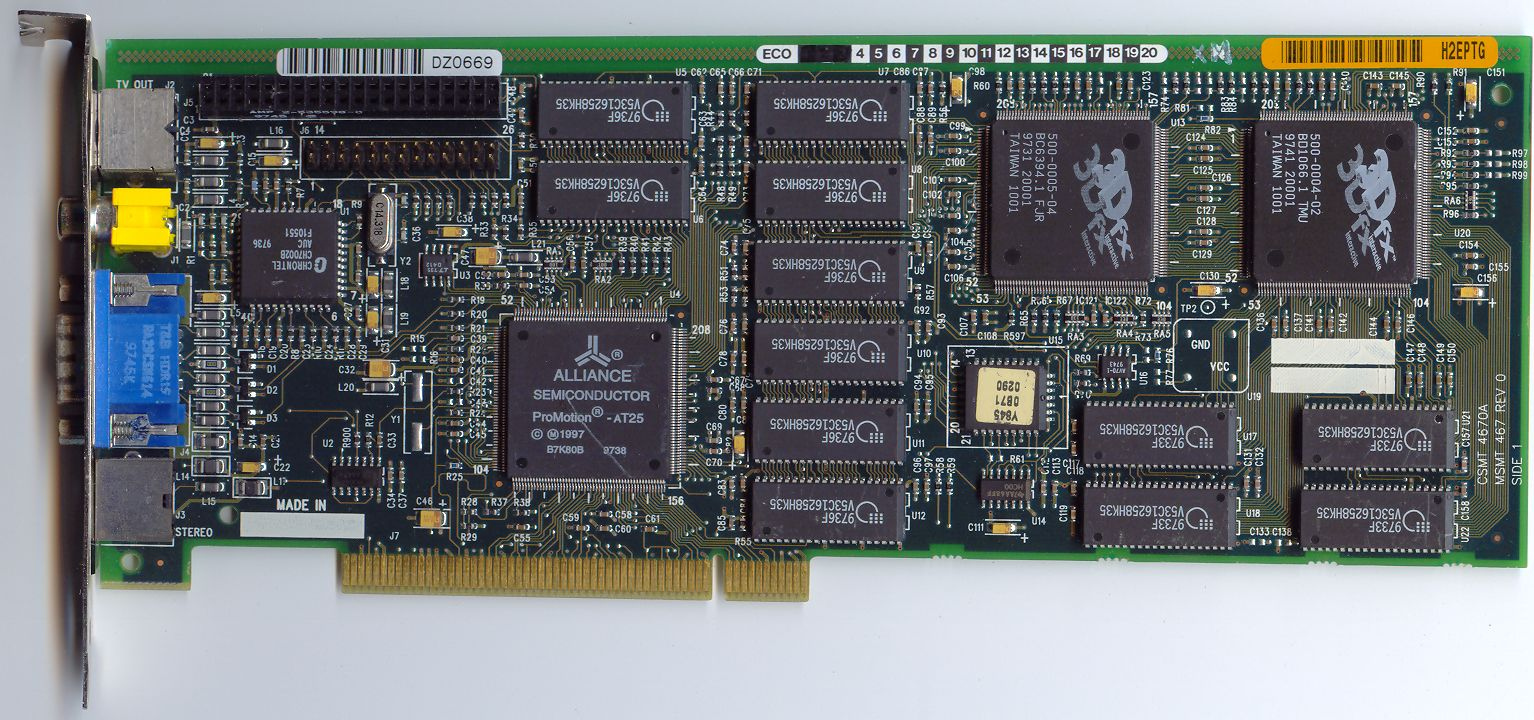
인터그래프 인텐스3D 부두 러시와 TV 아웃; S 비디오(맨 위 단자) 및 컴포지트 비디오(아래 노란색 RCA 단자)

가정용 응용 프로그램에서 컴포지트 비디오 신호는 일반적으로 노란색 RCA 단자를 사용하여 연결된다. 이는 보통 오른쪽 및 왼쪽 오디오 채널용 빨간색 및 흰색 단자와 함께 제공된다. BNC 단자 및 고품질 동축 케이블은 전문가용 텔레비전 스튜디오 및 후반 작업 응용 프로그램에서 자주 사용된다. BNC 단자는 초기 가정용 비디오카세트 레코더의 컴포지트 비디오 연결에도 사용되었으며, 종종 RCA 단자 또는 오디오용 5핀 DIN 단자와 함께 제공되었다. BNC 단자는 다시 1세대 VCR에 있었던 PL-259 단자 이후에 나왔다.
비디오 케이블은 임피던스 75옴이며 정전 용량이 낮다. 일반적인 값은 HDPE 폼 유전체 정밀 비디오 케이블의 경우 52 pF/m에서 솔리드 PE 유전체 케이블의 경우 69 pF/m 범위이다.

## 디지털 샘플링 및 현대적 사용
컴포지트 및 S-비디오 신호의 활성 이미지 영역은 PAL에서 720 × 576 i25, NTSC에서 720 × 480 i29.7 (또는 720 × 488) 픽셀로 디지털 저장된다. 이는 전체 신호를 나타내지 않는다. 하드웨어는 일반적으로 수직 귀선 기간(VBI)을 포함하는 색상 부반송파 주파수(4fsc)의 4배로 샘플링한다. 방송에서 사용되는 상업용 비디오 캡처 장치만이 추가 VBI 공간이 있는 이미지를 출력한다. 고속 ADC를 이용한 직접 샘플링 및 소프트웨어 시간 축 보정으로 오픈 소스 CVBS-Decode와 같은 프로젝트는 전체 컴포지트 신호의 완전한 표현 및 검사를 허용하는 D-2와 같은 4fsc 스트림을 생성할 수 있게 되었다. 이것은 표준 컴퓨터에서 컬러 이미지로 색차 디코딩되거나 DAC를 통해 TV로 재생될 수 있다.
디지털 비디오 기술의 발전으로 컴포지트 비디오는 더 이상 소비자 비디오 제품의 보편적인 기능이 아니다. 아날로그 음극선관 디스플레이는 디지털 디스플레이로 대체되었고, 거의 모든 최신 소비자 비디오 장치는 대신 HDMI를 사용한다. 그럼에도 불구하고, 960H (960×576)와 같은 변형된 버전의 컴포지트 비디오는 CCTV 시스템 및 FPV 드론에 널리 사용되고 있다.

## 변조기
일부 장치, 예를 들어 비디오카세트 레코더, 비디오 게임 콘솔, 가정용 컴퓨터 등은 컴포지트 비디오를 출력한다. 이는 그런 다음 적절한 캐리어를 생성하는 무선주파수 변조기를 통해 FM RF로 변환될 수 있다(종종 북아메리카에서는 채널 3 또는 4, 유럽에서는 채널 36). 때로는 이 변조기가 제품 내부에 내장되어 있거나(예: 비디오 게임 콘솔, VCR 또는 아타리, 코모도어 64 또는 TRS-80 코코 가정용 컴퓨터), 컴퓨터에 의해 전원이 공급되는 외부 장치(예: TI-99/4A)이거나 독립적인 전원 공급 장치를 가진다.
디지털 텔레비전 전환으로 인해 대부분의 텔레비전은 더 이상 아날로그 텔레비전 튜너가 아닌 DVB-T 및 ATSC 디지털 튜너를 가지고 있다. 따라서 아날로그 변조기에서 신호를 받을 수 없다. 그러나 컴포지트 비디오는 채널 3/4 출력으로 변환하는 장치와 VGA 단자와 같은 표준을 컴포지트로 변환하는 장치 모두에 대한 확고한 시장을 가지고 있으므로, 오래된 컴포지트 모니터를 새로운 장치에 용도 변경할 기회를 제공했다.

### 복조 손실
RF를 원래 비디오 신호로 변조한 다음 TV에서 원래 신호를 다시 복조하는 과정은 잡음 또는 간섭 추가를 포함하여 손실을 발생시킨다. 이러한 이유로 라이브 신호의 경우 RF 연결 대신 컴포지트 연결을 사용하는 것이 가장 좋으며, 녹화된 형식의 경우 소스 FM RF 신호를 샘플링하는 것이 좋다. 일부 비디오 장비 및 최신 텔레비전은 RF 입력만 있다.

## 같이 보기
- 컴포넌트 비디오
- S 비디오